# Lasioglossum lazulis
Lasioglossum lazulis är en biart som först beskrevs av Ellis 1913.  Lasioglossum lazulis ingår i släktet smalbin, och familjen vägbin. Inga underarter finns listade i Catalogue of Life.